# Samogłoska otwarta przednia zaokrąglona
Samogłoska otwarta przednia zaokrąglona – typ samogłoski spotykany w językach naturalnych. Symbol, który przedstawia ten dźwięk w Międzynarodowym Alfabecie Fonetycznym, to ɶ (ligatura kapitalików oe).
Według Tomasa Riada, w sztokholmskim dialekcie języka szwedzkiego czasem ciężko jest rozróżnić [ɶː] i [ɒː]. Według niego jest to znak, że dźwięki te są, fonetycznie rzecz biorąc, bardzo do siebie podobne.
Samogłoska ta nie występuje w żadnym języku jako fonem. Fonem transkrybowany /ɶ/ w bawarskim dialekcie miasta Amstetten jest fonetycznie półotwarty [œ].

## Języki, w których występuje ten dźwięk
Samogłoska otwarta przednia zaokrąglona występuje w językach:
| Język     | Język                | Słowo | MAF      | Tłumaczenie | Uwagi                                                                          |
| --------- | -------------------- | ----- | -------- | ----------- | ------------------------------------------------------------------------------ |
| limburski | dialekt Weert        | bùj   | [bɶj]    | „prysznic”  | alofon /œ/ przed /j/.                                                          |
| szwedzki  | dialekt sztokholmski | öra   | [ˈɶ̂ːˈrâ̠] | „ucho”      | alofon /øː/ (czasem także /œ/) używany przed /r/ przez młodszych użytkowników. |

W niektórych językach występuje samogłoska prawie otwarta przednia zaokrąglona, nieposiadająca odrębnego symbolu IPA, zapisywana [ɶ̝], [œ̞] lub [æ̹], kiedy niezbędne jest rozróżnienie:
| Język  | Słowo | MAF      | Tłumaczenie | Uwagi                                                                      |
| ------ | ----- | -------- | ----------- | -------------------------------------------------------------------------- |
| duński | grøn  | [ˈɡ̊ʁ̞ɶ̝nˀ] | „zielony”   | Alofon /ø, œ/ po /r/. Niektórzy użytkownicy wymawiają ją tak samo jak [œ]. |